# لاگاردو (تنسی)
لاگاردو (به انگلیسی: LaGuardo) یک منطقهٔ مسکونی در ایالات متحده آمریکا است که در شهرستان ویلسون، تنسی واقع شده‌است. لاگاردو ۱۵۲ متر بالاتر از سطح دریا واقع شده‌است.